# Maladie de la fonction peroxysomale
Les maladies péroxysomales sont des maladies génétiques en rapport avec une anomalie du métabolisme des enzymes contenus dans le péroxysome.

## Maladies
| Nom                                                | Transmission         | O.M.I.M. | Chromosome Locus | Gène  | Enzyme            |  |
| -------------------------------------------------- | -------------------- | -------- | ---------------- | ----- | ----------------- |  |
| Syndrome de Zellweger                              | Récessive            | 214100   |                  | ATP7B | ATPases de type P |  |
| Adrénoleucodystrophie liée à l'X                   | Récessive liée à l'X | 309400   | Xq28             | ABCD1 |                   |  |
| Adrénoleucodystrophie néonatale autosomique (en)   | Récessive            | 202370   |                  |       |                   |  |
| Chondrodysplasie ponctuée type rhizomélique Type 1 | Récessive            | 215100   | 6 q22-q24        | PEX7  | SEDLIN            |  |
| Maladie de Refsum forme infantile                  | Récessive            | 266510   |                  |       |                   |  |

## Sources
- Site à propos des maladies rares
- (en) Site sur la biochimie
- (en) Online Mendelian Inheritance in Man, OMIM (TM). Johns Hopkins University, Baltimore, MD.